# Constanța a Ungariei

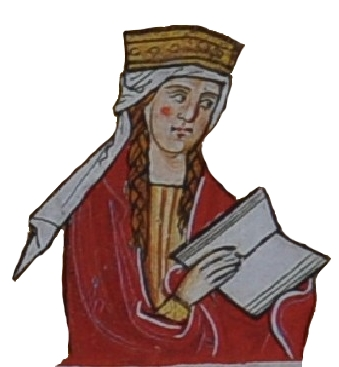
Constanța a Ungariei

Constanța a Ungariei sau Konstancia (n. 17 februarie 1180, la Esztergom - d. 4 decembrie 1240, la Předklášteří) a fost fiica lui Béla al III-lea al Ungariei și a Annei de Châtillon și cea de-a doua soție a lui Ottokar I al Boemiei. Membră a dinastiei Árpád, ea a fost regină a Boemiei și mama lui Venceslav I al Boemiei, a Annei de Boemia și a sfintei Agnès de Boemia.